# Історія математики у Вірменії
Історія математики у Вірменії бере початок ще з часів Урартського царства (IX—VII ст. до н. е.), коли використовувалися десяткова і шістдесяткова системи числення, і роль цифр виконував клинопис. Порівняння арифметики в стародавній Вірменії з урартською вказує на їх безпосередній зв'язок. Сліди урартської арифметики помітні в стародавній Вірменії ще в епоху, коли жив і працював Ананія Ширакаці, і в арифметиці, що використовувалася пізніше.
Вже після створення вірменського письма в V столітті в системі числення в якості цифр використовувалися вірменські літери. Одним з перших вірменських вчених в галузі математики вважається найбільший учений VII століття Ананія Ширакаці. Він був автором відомого підручника арифметики. Також відомі середньовічні математики Лев Математик, Микола Рабдас Артавазд, Ованес Імастасер, Григор Магістрос.
В період XVII—XIX століть у вірменських колоніях відкрилися вірменські школи, в яких велося викладання математики. У цей період активно видавалися математичні книги вірменською мовою. В цілому в період XVII—XIX століть було видано близько 90 підручників і посібників вірменських авторів.
У XX столітті в Єревані були засновані Єреванський державний університет (1921), Єреванський політехнічний інститут (1931, нині — Національний політехнічний університет Вірменії), Єреванський педагогічний інститут (1922, нині — Вірменський державний педагогічний університет імені Хачатура Абовяна), Академія наук Вірменської РСР (1943, нині — Національна академія наук Республіки Вірменія, у 1944 році засновано Інститут математики), де ведуться фундаментальні дослідження з теорії наближень, теорії функцій, функціональному аналізу, інтегрального і диференціального числення й інших галузей математики.

## Давнина і Середньовіччя

### Урарту
Найдавніші джерела про математичні знання на території Вірменії — це клинописні таблички часів Урартського царства (IX—VII століття до н. е.). Вони свідчать, що у той час використовувалися десяткова і шістдесяткова системи числення. Десяткова система докорінно відрізнялася від єгипетської і була близька до сучасної системи. Клинописні таблички також свідчать, що за допомогою декількох символів записувалися досить великі цілі числа, а також дробові числа, і з ними проводилися операції додавання та віднімання. Нижче наводиться кілька прикладів чисел, взятих з царських написів Сардурі II, де одиниці — , десятки — , сотні — , тисячі — :
Урартійці, високо оцінюючи ассиро-вавилонську культуру, переймають у них клиноподібні письмена, створюють свою писемність і літературу, використанням клиноподібних цифр вводять у вжиток і роблять ужитковими великі числа. Порівняння арифметики в стародавній Вірменії з урартською вказує на їх безпосередній зв'язок.

### Створення вірменського алфавіту
Про математичних знаннях вірмен, особливо в V—VI століттях можна скласти уявлення з одного боку судячи за філософськими та історичними працям, де досліджуються деякі проблеми математики та астрономії, а з іншого боку — за залишками речової культури (замки, палати, церкви, мости і зрошувальні системи), для будівництва яких були потрібні математичні знання і точні розрахунки, а також за участю вірмен у міжнародній торгівлі. В V і на початку VI століть велика кількість спеціально відібраних учнів з Вірменії були відправлені для продовження навчання в Олександрію, Афіни і Рим. Про це свідчили вірменські історики V століття.
До нинішніх часів вченим — історикам науки не вдалося знайти чисто математичних текстів, створених вірменами до V століття, коли Месропом Маштоцем було створено вірменський алфавіт. Після створення вірменського алфавіту відкрилися вірменські школи, де викладали також і математику. Вірменські букви використовувалися в якості цифр, була створена алфавітна десяткова не позиційна система числення, яка наведена нижче (наприклад: Գ — 3, Խ — 40, Չ — 700, Ք — 9000). Між алфавітними системами вірмен і греків, поряд зі схожістю, існувало і деяке розходження. Вірмени вживали 36 букв, а греки — 27. Урартська система використовувалася паралельно з алфавітною, до тих пір, поки не була остаточно витіснена нею. Але сліди урартської системи залишилися в новій і передавалися з покоління в покоління.

### Ананія Ширакаці

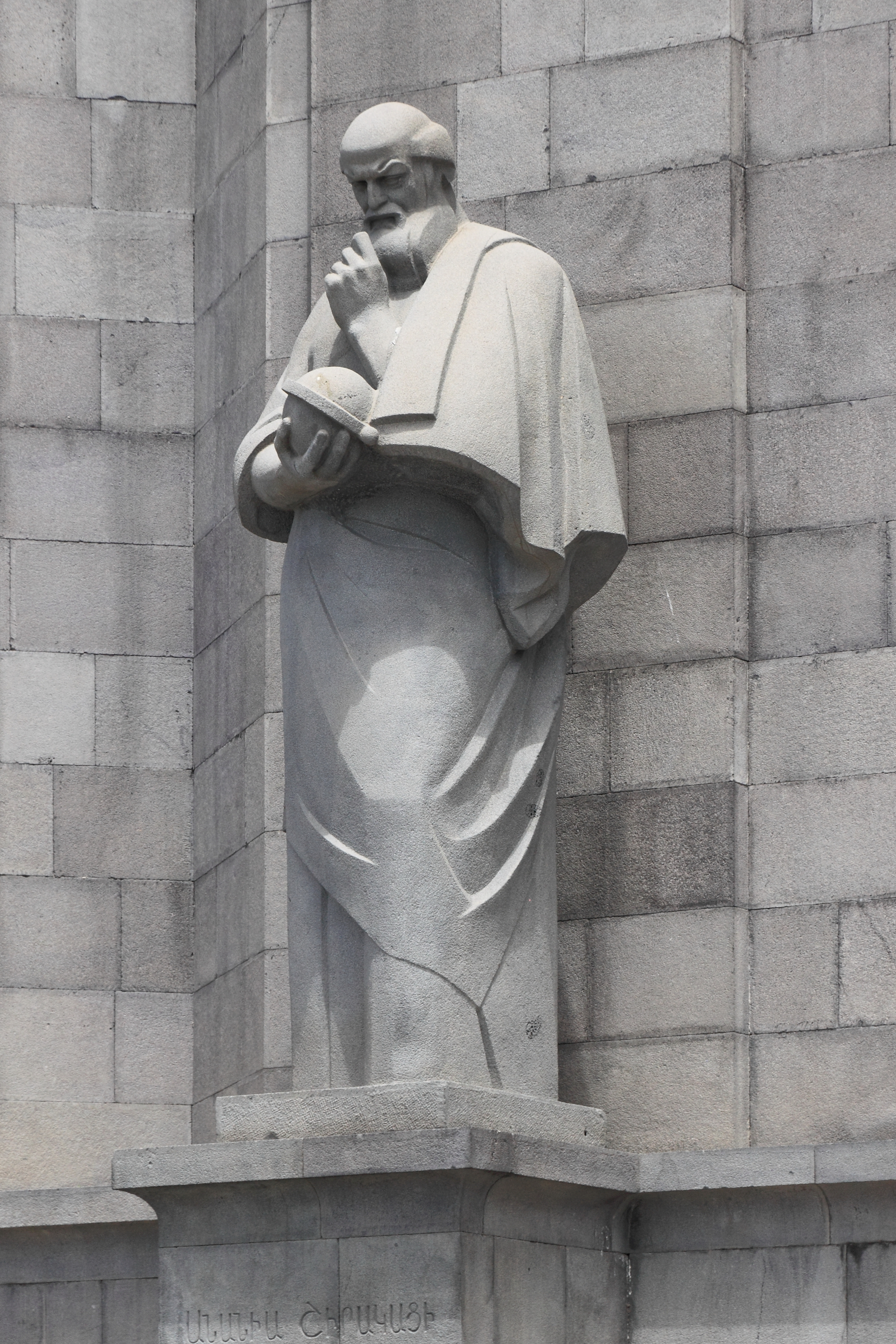
Статуя Ананії Ширакаці перед будівлею Матенадарану в Єревані

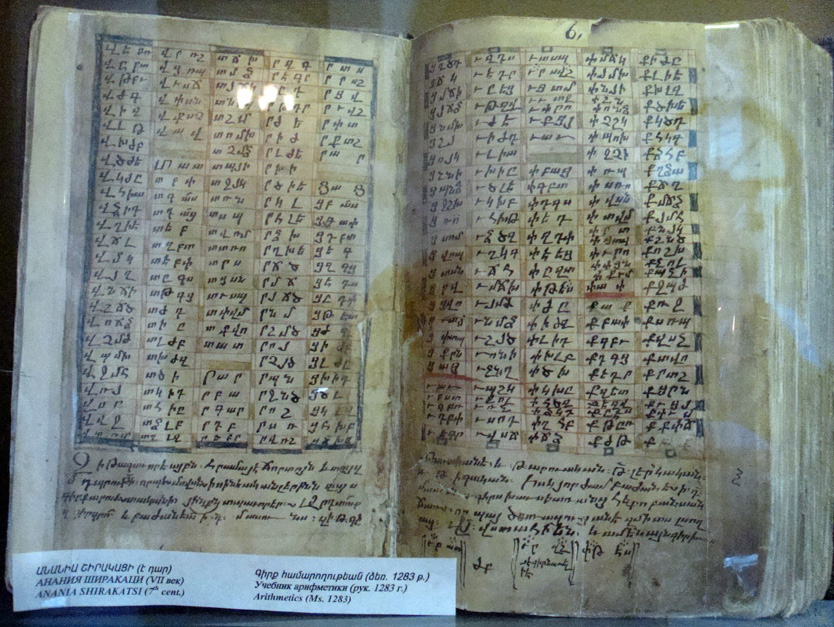
Сторінка з підручника арифметики Ананії Ширакаці, 1283 рік

Древні математичні праці вірменською мовою, що дійшли до нас, пов'язані з ім'ям великого вірменського науковця VII століття, основоположника давньовірменського природознавства Ананії Ширакаці. Те, що до Ананії Ширакаці в V—VI століттях існували вірменські математики та математичні праці вірменською мовою, очевидно з одного свідчення Ширакаці. У вступі до таблиць додавання Ананія Ширакаці згадав, що він переписує в стислому вигляді праці своїх предків:
|                   | Мета моя, о, любителі мудрості і, ті, хто бажає вчитися у мене: представити творчість наших предків - мистецтво осмислення, як живий голос доброго вчителя. Вчіться на моїх таблицях, хоча і виклав я їх коротко, представивши небагато з багатьох.Оригінальний текст (вірм.) «Արձանացուցանել ձեզ զջանս նախնեաց զարուեստս համարողութեան: <…> Ուսուցանիջիք իմոցս գծագրեացս թէպէտ և կարճառօտ կարգեցի զսակաւս ի բազմաց…» |
| — Ананія Ширакаці | |

Ананія Ширакаці зробив значний внесок у математику. Ним був складений підручник арифметики, що має декілька частин: таблиці з операціями додавання і віднімання, таблиці з операціями множення та ділення, таблиці чисел виду {\displaystyle {\frac {6000}{n}}}, де {\displaystyle n} пробігає всі значення букв вірменського алфавіту, а частки округлюються до цілого числа (Шеститисячник, вірм. «Վեցհազարյակ»). У Вірменії також були аналогічні таблиці для чисел виду {\displaystyle {\frac {5000}{n}}{,}~{\frac {4000}{n}}} та деяких інших. Задачник складений Ананією Ширакаці складається із 24 завдань з відповідями та із завдань з цікавим змістом (вірм. «Խրախճանականներ»). Майже у всіх завданнях з задачника Ананії Ширакаці відображено життя вірменського народу: або в умовах йдеться про події вірменської історії, або застосовуються вірменські міри. Завдання — лінійні, з одним невідомим, в одному (№ 22) потрібно поділити величину в арифметичній прогресії. Дроби, що зустрічаються в завданнях, записані у вигляді сум частин одиниці.
На початку VII століття у Візантії, державною релігією якої було християнство, починається серйозна боротьба проти язичницької науки і її представників. У зв'язку з цими подіями, значення природничих наук і математики у Вірменії сильно падає. Про це пише Ананія Ширакаці в автобіографії.
Істориками науки показано, що починаючи з I століття до н. е. у Вірменії застосовували такі міри довжини: аспарез (по повітрю), рівний {\displaystyle 107{\frac {1}{7}}} крокам, аспарез (по землі) — {\displaystyle 142{\frac {6}{7}}} і {\displaystyle 150} крокам, градус, що містить в собі {\displaystyle 500} аспарезів. Миля становила {\displaystyle 7} аспарезов і в одному випадку дорівнювала {\displaystyle 1000} кроків, в іншому — {\displaystyle 1050}, а крок — {\displaystyle 6} стопам, стопа — {\displaystyle 16} пальцям. У VII столітті у Вірменії відстань між двома містами міряли милями, а відстань між планетою і Землею — аспарезами. Вся інформація про міри довжини була наведена у праці Ананія Ширакаці «Ашхарацуйц» (вірм. Աշխարհացույց).

### Математика у Вірменії після VII століття

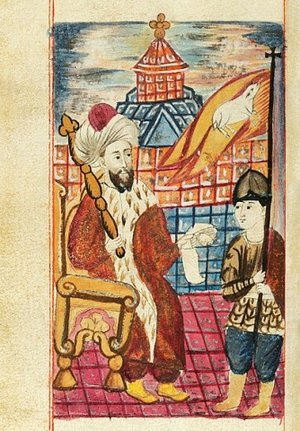
Григор Магістрос

Продовжувачем традицій Ширакаці є відомий візантійський математик і механік вірменського походження Лев Математик (бл. 790 — бл. 869). У Константинополі він займався викладанням математики, а у 863 році створив і став першим ректором Константинопольського університету. В математиці Лев систематично застосовував літери як арифметичні символи, передбачаючи становлення алгебри; він значно спростив складну символіку Діофанта і зробив подальший крок у розвитку алгебричного напрямку в математиці. Значний внесок в галузі математичної освіти кінця XI початку XII століття має Ованес Імастасер (Любомудрий), відомий також як Іоанн Саркаваг (1045/55—1129). З його математичних праць видно, що у вірменських середньовічних школах окрім практичної вивчали також теоретичну арифметику — теорію чисел. Одна з його праць включає вірменську версію таблиць множення Піфагора. Його твір «Багатокутні числа» спирався на «Арифметику» Нікомаха. Ованес Імастасер є автором праці «Полігональні числа», яка використовувалася в якості підручника у XI—XII століттях.
Математична освіта у Вірменії досягла високого рівня у XI—XIV століттях у вірменських середньовічних університетах: у Гладзорському університеті (заснований у 1282 році), в Татевському університеті (заснований у 1373 році), також у школах Ані, Ахпата і в інших навчальних закладах, зокрема й за межами Вірменії.
Також продовжувачем традицій Ширакаці є візантійський математик вірменського походження XIV століття Микола Рабдас Артавазд. Збереглися його два листи грецькою мовою. В одному з них йдеться про те, як можна подати пальцями руки числа від 1 до 9999, а в іншому — про добування квадратного кореня з чисел.
У вірменських школах використовувалися праці грецьких класиків. Вірменські вчені займалися перекладами цих праць. «Начала» Евкліда були перекладені вірменською мовою кількома авторами. Окремі частини перекладу, що збереглися, відносяться і до Ананії Ширакаці, і до Григора Магістроса (переклав безпосередньо з грецького тексту в 1051 році), і до інших. Згідно з Г. Б. Петросяном, найстарішим, після арабського, перекладом «Начал» Евкліда є вірменський переклад Григора Магістроса. Фрагменти «Начал» Евкліда у вірменському перекладі, що дійшли до нас, містять переліки постулатів і аксіом, що були покладені в основу «Начал»; вони проливають нове світло зокрема на постулат про паралельні. У 1959 році було виявлено ще один переклад «Начал», зроблений Григором Кесарці в XVII столітті.

## XVII—XIX століття. Вірменська математична література
У XVII—XVIII століттях питаннями математичної науки також займалися історики-філософи. Великі частини їхніх виданих праць були присвячені проблемам арифметики і геометрії. В даний період було видано багато книг, важливих для математики і математичної освіти.
Перша друкована математична книга вірменською мовою «Мистецтво числення» обсягом 147 сторінок була видана в Марселі в 1675 році. Автор невідомий. У вступі до цієї книги він вказав, що він написав книгу для торговців, оскільки вони були неграмотними в математиці. Автор не використовував знаки додавання, віднімання, множення, ділення, рівності, хоча відповідні поняття в книзі постійно використовувалися. В даній праці були використані французькі, італійські, іранські математичні терміни. В подальшому було виявлено, що «Мистецтво числення» є перекладом праці Христофора Клавія з латинської мови. У XVII столітті також без зазначення імені автора та точного часу видання була видана книга обсягом 120 сторінок, 109 з яких — арифметичні таблиці: таблиця квадратів чисел 1-100, таблиця множення чисел 1-100 на 2, таблиця множення чисел 1-100 на 3 (і так далі до 100), таблиця множення чисел 1-100 на 200, таблиця множення чисел 1-100 на 300 (і так далі до 1000). У 1781 році у Венеції була видана книга Сукиаса Агмалянца «Арифметика» обсягом 511 сторінок. Книга присвячена додаванню, відніманню, множенню, діленню, порівнянню, арифметичним і геометричним прогресіям і логарифмам. У 1794 році також у Венеції було видано книгу Саака Проняна «Геометрія» об'ємом 423 сторінки. Книга присвячена геометричним теоремам і аксіомам і дослідженню геометричних термінів (лінії, кути, трикутники, кола тощо). Вже після смерті Саака Проняна, в 1810 році у Венеції видається його «Тригонометрія». У цій книзі вперше в історії вірменської математичної літератури використовуються математичні знаки. Книга присвячена тригонометрії, розв'язуванню трикутників, сферичній геометрії.
| |  |                                                                |                                                                |                                                                |
| Титульна сторінка першої друкованої математичної книги вірменською мовою «Мистецтво числення». 1675 рік, Марсель |  | Креслення з вірменської редакції XVII століття «Начал» Евкліда | Креслення з вірменської редакції XVII століття «Начал» Евкліда | Креслення з вірменської редакції XVII століття «Начал» Евкліда |

У вірменській математичній літературі XVII—XVIII століть у багатьох випадках використовуються російські терміни. Написані в Астрахані в 1744 1753 і в 1807 роках вірменські рукописи, присвячені обчислювальному мистецтву, містять арифметичні задачі, в яких вживаються терміни «карбованець», «копійка» та інші, а також російські назви цифр. У російські навчальні заклади Астрахані, в яких викладали багато предметів, зокрема геометрію, потрапляли і закінчували їх лише окремі представники вірменського населення, кількість яких ніяк не могла задовольнити фактичні потреби в освіті. 12 грудня 1810 року відкривається Агабабівська школа в Астрахані, де більша частина вірменського населення мала можливість отримати освіту. В 1828 році, коли Східна Вірменія увійшла до складу Російської імперії, почали відкриватися вірменські навчальні заклади. 9 грудня 1838 року в Константинополі відкривається Скютарська семінарія, викладачі якої були вірменами, що отримали європейську освіту.
Велике значення мають праці Гукаса Тертерянца, видані у Відні. У 1843 році видаються відразу два підручники: «Арифметика» і «Проста Геометрія». У 1846 році видається книга «Тригонометрія та конічні перерізи», об'ємом 134 сторінки. Друга частина книги присвячена аналітичній геометрії. В кінці книги подано 34 геометричні креслення.
В цілому в період XVII—XIX століть було видано близько 90 підручників і посібників вірменських авторів.

## XX—XXI століття

### XX століття
У 1921 році в Єревані було засновано вірменський університет. Викладання вищої математики почали з дня заснування університету на технічному факультеті і факультеті природознавства, а математиків готували, починаючи з 1924 року, на фізико-математичному відділі педагогічного факультету. Але в період 1921—1933 років в університеті готували тільки вчителів математики для загальноосвітніх і середніх професійних шкіл. Вже після 1933 року фізико-математичний факультет Єреванського державного університету став дійсно університетським факультетом з 5-річним навчальним планом, там стали готувати вчених-математиків. У 1959 році фізико-математичний факультет був розділений на механіко-математичний і фізичний факультети. З 1963 року на факультеті почали готувати вчених у галузі математичної кібернетики, а в 1972 році був створений факультет прикладної математики та інформатики.
Самостійна науково-творча діяльність у галузі математики в Радянській Вірменії почалася у 1937—1941 роках, коли кілька випускників фізико-математичного факультету Єреванського державного університету продовжили навчання в Москві і в Ленінграді, захистили дисертації і повернулися в Єреван.
|                                                                 |                                              |                                                            |
| Будівля Президії Національної академії наук Республіки Вірменія | Будівля Єреванського державного університету | Будівля Національного політехнічного університету Вірменії |

У 1943 році було засновано Академію наук Вірменської РСР (на основі Вірменської філії Академії наук СРСР, створеної в 1935 році, нині — Національна академія наук Республіки Вірменія). В 1944 році було створено відділення механіки і математики АН Вірменської РСР. Пізніше відділення було перетворено на Інститут математики і механіки АН Вірменської РСР}}. Інститут математики був виділений в окрему організацію в 1971 році. У 1956 році був створений Єреванський науково-дослідний інститут математичних машин (нині — Єреванський науково-дослідний інститут автоматизованих систем управління). У 1957 році був створений Обчислювальний центр АН Вірменської РСР (нині — Інститут проблем інформатики і автоматизації НАН РВ), де почали досліджувати математичні проблеми кібернетики та обчислювальної техніки, математичну забезпеченість систем автоматизації, автоматизацію наукових досліджень. Великим центром досліджень в галузі прикладної математики, інформатики і комп'ютерних систем також є Національний політехнічний університет Вірменії. У 1961 році в НПУВ було створено факультет комп'ютерних систем та інформатики. Також в університеті є факультети прикладної математики і фізики, кібернетики.

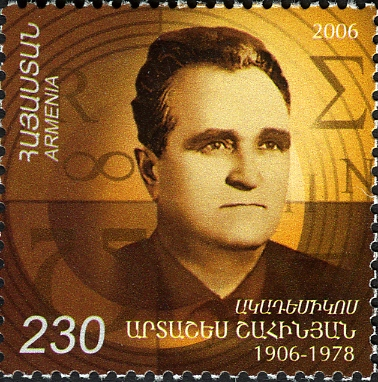
Поштова марка Вірменії, присвячена Шагінян Арташес Ліпаритович

Біля витоків створення вірменської математичної школи стояв академік АН Вірменської РСР Арташес Шагінян (1906—1978). Арташес Шагінян був першим радянським вірменським математиком. Після закінчення аспірантури Ленінградського університету в 1937 році він повернувся в Єреван, успішно займався одночасно науковою і педагогічною роботою. Послідовниками вірменської математичної школи стали: М. М. Джрбашян, С. М. Мергелян, Р. А. Александрян, Н. Х. Арутюнян, Г. Б. Петросян, В. В. Сагателян, Н. Г. Гаспарян, Г. В. Бадалян, Н. Є. Товмасян, А. А. Талалян, В. А. Мартиросян, І. Г. Хачатрян, Г. А. Амбарцумян; сучасні вчені В. С. Захарян, А. Б. Нерсісян, Р. В. Амбарцумян, Н. У. Аракелян, Г. Г. Геворкян, А. А. Саакян та багато інших.

#### Теорія наближень
Дослідження питань про повноту поліномів у комплексній області у Вірменії були розпочаті в кінці 1930-х років Арташесом Шагіняном і активно продовжувались у 1940-х роках академіками АН Вірменської РСР Мхітаром Джрбашяном (1918—1994) і Сергієм Мергеляном (1928—2008). Була досліджена можливість наближення функцій поліномами, а також питання про найкраще наближення, щодо інтегральної та рівномірно-вагової метрик. У разі інтегральних метрик були отримані точні ознаки для деяких широких класів областей. Було отримано повний розв'язок рівномірно-вагового поліномного наближення для дійсної осі. Так з половини 1940 рр. почалася організація вірменської математичної школи теорії функцій.
Сергієм Мергеляном було отримано розв'язок для рівномірного наближення поліномами в комплексній області. Цей метод був успішно застосований також у питаннях про можливості рівномірного наближення раціональними функціями, про найкраще поліномне наближення. Ці роботи Сергія Мергеляна було відзначено Сталінською премією.
У 1950-х роках Мхітаром Джрбашяном були розпочаті дослідження середнього, рівномірного і дотичного наближень цілими функціями, які отримали остаточний розв'язок у 1960-1970-х роках. Повністю були розв'язані задачі про рівномірне наближення аналітичними (частково цілими) функціями, задача про опис швидкості дотичного наближення.
Академіком АН Вірменської РСР Норайром Аракеляном були отримані розв'язки кількох загальних задач про найкращі наближення цілими функціями. Ці роботи Норайра Аракеляна були відзначені премією Ленінського комсомолу. Ці результати були успішно застосовані в теорії розподілу значень. Починаючи з 1970-х років, Мхітаром Джрбашяном та іншими були здійснені дослідження повноти і базисності деяких систем аналітичних функцій. Норайром Аракеляном були отримані цінні результати про взаємозв'язок питань про класичне аналітичне продовження і теорію комплексного наближення.

#### Загальна теорія функцій
Серйозні дослідження в галузі теорії функцій у Вірменії почалися в 1945 році, коли Мхітаром Джрбашяном була побудована теорія факторизації необмежених мероморфних функцій в області. У 1950—1960 роках Мхітаром Джрбашяном досліджувалися питання гармонійного аналізу в комплексній області та теорії інтегральних перетворень. Джрбашян побудував ідеальну теорію перетворень виду Фур'є — Планшереля для довільної системи променів, що виходять з однієї точки; отримав нові фундаментальні результати в поданні загальних і аналітичних функцій; розширив і розробив відому класичну теорію Пелі — Вінера; разом з учнями розробив теорію дискретного гармонічного аналізу в комплексній області. У 1963 році Мхітаром Джрбашяном були визначені нові класи мероморфних функцій, пов'язаних з функціями на {\displaystyle (-1,+\infty )}, які в змозі включити довільні мероморфні функції в крузі, була розроблена теорія параметричного подання даних функцій.
Дослідження в цій галузі провів і академік НАН РВ Ванік Захарян. Мхітаром Джрбашяном і Ваніком Захаряном були досліджені граничні властивості підкласів мероморфних функцій обмеженого виду.
Питаннями дефектних значень загальних і мероморфних функцій займався Норайр Аракелян. Вперше використавши методи в теорії наближень, Норайр Аракелян спростував відому гіпотезу Рольфа Неванлінни про дефектні значення цілих функцій скінченного порядку.
В геометричній теорії мероморфних функцій і в теорії розподілу значень нові результати отримав Григорій Барсегян, розробивши теорію Неванлінни — Альфонса.
У дослідженнях теорії аналітичних функцій важливе місце займають питання про єдиність, зокрема про квазіаналітичність. Розробляючи відомі результати Лоренца Ланделефа, Арташес Шагінян отримав «внутрішні» інтегральні ознаки для аналітичних функцій в крузі, які в подальшому поширив на мероморфні функції в крузі. Деякі з цих результатів Ванік Захарян поширив на класи Джрбашяна.
Мхитар Джрбашян, ґрунтуючись на своїй теорії гормонального аналізу в комплексній області, узагальнив класичну ідею про квазіаналітичність Данжуа — Карлемана, побудувавши теорію {\displaystyle \alpha }-квазианалитичных класів.
Важливі дослідження в галузі квазіаналітичних функцій має Гайк Бадалян. Він ввів деяке узагальнення поняття похідної і, спираючись на нього, побудував спеціальні ряди, більш загальні, ніж тейлорівські. Ці ряди виявилися відповідним аналітичним засобом для подання функцій деяких квазіаналітичних класів.

#### Теорія функцій дійсної змінної

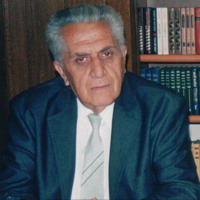
Олександр Андранікович Талалян

Дослідження в галузі функцій дійсної змінної (аналітичних функцій) у Вірменії почалися в 1950-х роках. У початковому періоді дослідження в основному стосувалися питання про подання вимірних функцій ортогональними (зокрема — тригонометричними) рядами і до питання про одиничність цих рядів. У цій галузі здійснив дослідження академік НАН РВ Олександр Талалян (1928—2016). Олександр Талалян довів загальні теореми, згідно з яким рядами повних ортогональних систем можуть бути подані всі вимірні функції. З 1965 року під керівництвом Олександра Талаляна ведуться дослідження загальних ортогональних систем і базисів. Отримані важливі результати про існування універсальних (у різних сенсах) ортогональних рядів. Розв'язана задача відновлення рядів Уолша, схожих з інтегровними функціями, і доведено такі теореми єдиності типів Кантора і Валле Пуссена для систем Гаара і Уолша, подібні з якими для тригонометричних систем не існували або не були відомі до цього.
Деякі дослідження в галузі теорії функцій комплексної змінної здійснив Гайк Бадалян. Задача Сеге про покриття відрізків розв'язана Гайком Бадаляном для обмежених функцій з класу {\displaystyle S}.

#### Функціональний аналіз
Дослідження в галузі функціонального аналізу почалися в 1950-х роках в Єреванському університеті та в Інституті математики АН Вірменської РСР, і були присвячені питанню про подібність граничних задач нового типу в гільбертовому просторі з задачею Коші. Ці дослідження здійснив академік АН Вірменської РСР Рафаель Александрян (1923—1988). За цикл робіт «Математичні дослідження з якісної теорії обертової рідини» він був удостоєний Державної премії СРСР. Надалі кількома вченими була розширена тематика досліджень в галузях функціонального аналізу та інтегрального та диференціального числень. Основними напрямками досліджень були: теорія операторів, операторні рівняння, спектральна теорія самоспряжених операторів. Була розроблена ідея ядра спектру, особливо термін резольвенти довільного самосопряженного оператора, а також універсальний спосіб побудови повної системи власних функціоналів і теореми про спектральний аналізі за даними функціоналами. Було виявлено асимптотичні періодичні умови розв'язків нестаціонарних операторних рівнянь деяких класів, що містять рівняння Шредінгера.
Вперше на зворотні задачі спектрального аналізу диференціальних операторів і на їх важливість для застосувань звернув увагу Віктор Амбарцумян (йому ж належить такий перший результат у цих задачах: якщо для безперервної функції {\displaystyle \varphi (x)} крайова задача {\displaystyle y^{''}+\pi (x)y+\lambda y=0}, де {\displaystyle 0\leqslant x\leqslant \pi } і {\displaystyle y^{'}(0)=y^{'}(\pi )=0}має спектр {\displaystyle \lambda _{n}=n^{2}~(n=1{,}~2{,}~3{,}\cdots )}, то {\displaystyle \varphi (x)=0}). Академік АН СРСР Віктор Амазаспович Амбарцумян (1908—1996) є одним з найбільших астрофізиків XX століття. Важливі також його праці з суміжних з астрофізикою наук: математики і фізики.
Деякі з результатів про спектр диференціального оператора {\displaystyle L} у просторі {\displaystyle L(0,\infty )} перенесені академіком АН Вірменської РСР, радіофізиком Радіком Мартиросяном на диференціальні оператори в часткових похідних.

#### Інші розділи математики
Дослідження у галузі інтегрального та диференціального числень почалися у Вірменії в 1930-х роках. У цей період вірменські математики отримали деякі результати про параболічні рівняння. Узагальнені дослідження велися з 1948 року Рафаелем Александряном. Основними темами досліджень були еліптичні, гіпоеліптичні, гіперболічні, слабкі гіперболічні, інтегральні (зокрема сингулярні інтегральні) рівняння. Досліджувалися граничні задачі нового типу для деяких некласичних систем диференціальних рівнянь, для рівняння коливання струни в області Діріхле; було розроблено поняття узагальненої власної функції. Ішханом Саргсяном досліджено спектральний аналіз задачі Штурма — Ліувілля, отримані результати поширені на однорідні системи Дірака. Також досліджувалися обернена задача Штурма — Ліувілля і обернена задача теорії розсіяння за наявності рівнянь високого порядку.
У галузях теорії ймовірностей і математичної статистики дослідження у Вірменії почалися в повоєнний час. Було отримано низку результатів з теорії випадкових процесів, а в подальшому про критерій {\displaystyle \chi ^{2}}.
У 1970—1980 роках роботами академіка АН Вірменської РСР Рубена Амбарцумяна було створено новий науковий напрямок — комбінаторна інтегральна геометрія. Комбінаторна інтегральна геометрія успішно застосовувалася в дослідженні розв'язків задач стохастичної геометрії, зокрема, розв'язані задачі стереології геометричних випадкових процесів. Також досліджувалися інші питання стохастичної геометрії.
Дослідження в галузі алгебри почалися в 1950-х роках. Досліджувалися питання про подання квадратних матриць, про аналіз некомпактных простих груп Лі, про дослідження тотожностей другого степеня в універсальних алгебрах і в алгебрах другого степеня та інші. Систематичне застосування нескінченних систем рівнянь до розв'язування конкретних задач математичної фізики і в зв'язку з цим розвиток методів дослідження і розв'язування систем, що тут виникають, здійснені у працях вірменських математиків: Б. Л. Абраамяна, Е. А. Александрян, Н. Х. Арутюняна, Н. О. Гулканян, М. М. Джрбащяна, Б. А. Костандяна, Р. С. Мінасяна, О. М. Сапонджяна, М. С. Саркісяна, К. С. Чобаняна.

### XXI століття
В сьогоднішній час у Вірменії основні математичні дослідження ведуться в Інституті математики НАН РВ і в Єреванському державному університеті. У перші роки роботи Інститут математики НАН РВ займався переважно теорією функцій. З часом сфера досліджень розширилася і в даний час включає комплексний аналіз, дійсний аналіз, диференціальне та інтегральне числення, теорію ймовірностей, математичну статистику, математичну фізику.
В сучасній Вірменії видаються такі математичні журнали: «Вісті НАН Вірменії: Математика» (Національна академія наук Республіки Вірменія, головний редактор — Артур Саакян), Вірменський журнал математики (Національна академія наук Республіки Вірменія, головний редактор — Анрі Нерсісян), Математика у вищій школі (Національний політехнічний університет Вірменії, головний редактор — Ванік Захарян), «Вісник ЄДУ. Серія фізики і математики» (Єреванський державний університет, головний редактор — Варужан Атабекян), також діє Вірменський математичний союз, який об'єднує математиків країни.